# Autostrada A4 (Austria)

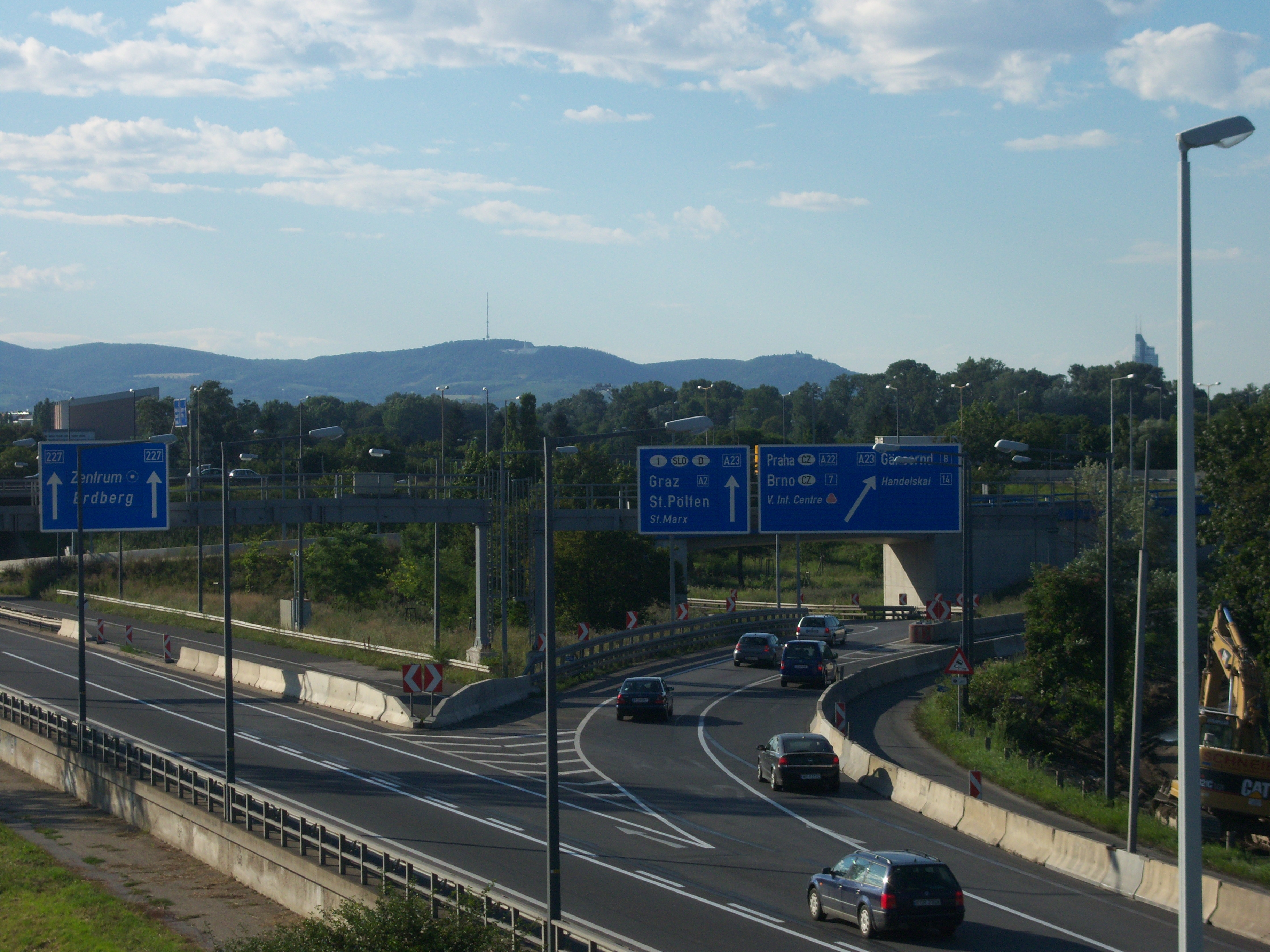
Ieșirea de pe autostrada A4 la Viena-Prater

Autostrada A4 (în germană: Ostautobahn A4) este o autostradă în Austria. Face parte din rețeaua europeană de drumuri cu indicativul E60. Pornește de la Viena și se îndreaptă spre est, ajungând până la Nickelsdorf unde traversează granița cu Ungaria.
"Autostrada începe de la A23 și străbate localitățile Bécs-Prater, Simmering, Schwechat, Aeroportul Internațional Viena-Schwechat, Fischamend, Királyhida, Pándorfalu, Védeny, Barátudvar și Miklóshalma. Pe partea maghiară, se conectează la autostrada M1 finalizată în 1996, oferind călătorilor posibilitatea de a ajunge până în Budapesta. Lungimea totală a drumului este de 66 km."
Tronsonul dintre Viena și Aeroportul Internațional din Viena este cunoscut de localnici sub numele de Flughafenautobahn.

## Istoria sa
În 1982 au fost elaborate variantele traseului autostrăzii. În anii 1980, mass-media austriacă a criticat vehement traseele și soluțiile propuse, deoarece nu reflectau rezolvarea problemelor de transport și protejarea mediului în regiune. Prima variantă implica construcția propriu-zisă a autostrăzii, a doua prevedea crearea de rute ocolitoare, iar a treia se concentra pe protejarea mediului. Prima variantă părea cea mai puțin acceptabilă, totuși aceasta a fost implementată. Construcția autostrăzii a stârnit proteste puternice în domeniul protecției mediului. Guvernul federal a aprobat construcția în vara anului 1988.
Autostrada a fost deschisă în octombrie 1994 . 
În 2013, la localitatea Arbesthal, a fost inaugurat un pasaj pentru animale sălbatice. Acest pasaj face parte din coridorul internațional care ajută la mișcarea animalelor sălbatice între Alpi și Carpați. 
Pe 9 aprilie 2015 a început reabilitarea completă a segmentului de 22 km între Neusiedl am See și Nickelsdorf, care a fost finalizată în ianuarie 2017. Costul investiției a fost de 52 de milioane de euro.   Execuția a avut loc conform următorului program: în 2015 s-a finalizat segmentul de 8,5 km Neusiedl am See-Mönchhof⁠(d), în 2016 Mönchhof-Gols, iar în 2017 Gols-punctul de trecere al frontierei. 
Segmentul dintre Viena și Aeroportul Schwechat din Viena este în prezent cu 2x3 benzi, deși inițial s-a dorit să fie extins până în Fischamend⁠(d) cu șase benzi până în 2015.   La 14 decembrie 2020, a fost finalizată extinderea la 2x3 benzi a segmentului de 8 km între Fischamend și Göttlesbrunn. Lucrările vor continua în 2021 cu extinderea la șase benzi până la intersecția vestică Bruck an der Leitha. Costurile investiției se ridică la 130 de milioane de euro. Dezvoltarea este motivată de traficul zilnic al a 66.000 de vehicule și de cota de 17,5% a traficului greu.  Printre planurile inițiale se află extinderea segmentului până la Neusiedl am See la 2x3 benzi până în 2022. Există o dezbatere cu privire la propunerea ca regiunea Burgenland să dorească să realizeze această investiție până în 2018 pentru dezvoltarea zonei. 
| Deschidere | Tronson                                                   | Lungime   |
| ---------- | --------------------------------------------------------- | --------- |
| 24/05/1978 | Knoten Wien-Prater – Simmeringer Haide (banda din stânga) | 4.055 km  |
| 17.12.1982 | Knoten Wien-Prater – Simmeringer Haide (piesa dreaptă)    | 4.055 km  |
| 17.12.1982 | Simmeringer Haide - Fischamend West                       | 11.123 km |
| 28.07.1986 | Fischamend West - Fischamend                              | 3.662 km  |
| 19.10.1990 | Fischamend - Bruck/Leitha West                            | 12.911 km |
| 31.10.1991 | Bruck/Leitha vest - Neusiedl am See                       | 12.015 km |
| 01.12.1993 | Nickelsdorf - frontiera de stat cu Ungaria                | 1.398 km  |
| 28.10.1994 | Neusiedl am See - Nickelsdorf                             | 20.609 km |
| 2000       | Knoten Wien-Prater – Stadionbrücke                        | 0,588 km  |

## Intersecții și locuri de odihnă
Format:Autópálya/Fejléc
Format:Autópálya
Format:Autópálya
Format:Autópálya
Format:Autópálya
Format:Autópálya
Format:Autópálya
Format:Autópálya
Format:Autópálya
Format:Autópálya
Format:Autópálya
Format:Autópálya
Format:Autópálya
Format:Autópálya
Format:Autópálya
Format:Autópálya
Format:Autópálya
Format:Autópálya
Format:Autópálya
Format:Autópálya
Format:Autópálya
Format:Autópálya
Format:Autópálya
Format:Autópálya
Format:Autópálya
Format:Autópálya
Format:Autópálya
Format:Autópálya
Format:Autópálya
Format:Autópálya
Format:Autópálya
|}
|}